# Ídolos (3.ª edição)
A terceira portuguesa edição do concurso Ídolos estreou em Outubro de 2009 na SIC, mais de 4 anos depois do fim da 2.ª edição.
A última gala foi emitida no dia 14 de fevereiro (Dia dos Namorados) de 2010, com a vitória de Filipe Pinto.

## Castings
- Os castings decorreram em Aveiro, Estoril, Lisboa e Porto.

## Vencedor
- Filipe Pinto, 21 anos, de S. Mamede Infesta

## Júri e Apresentadores
Júri:
- Manuel Moura dos Santos
- Roberta Medina
- Laurent Filipe
- Pedro Boucherie Mendes

Apresentadores
- João Manzarra
- Cláudia Vieira

## Participantes
| Participante         | Idade | Localidade          | Gala de Eliminação                     |
| -------------------- | ----- | ------------------- | -------------------------------------- |
| Filipe Pinto         | 21    | São Mamede Infesta  | Gala Final: 1.º Lugar                  |
| Diana Piedade        | 24    | Lagos               | Gala Final: 2.º Lugar                  |
| Carlos Costa         | 17    | Madeira             | 9.ª Gala - 31 de janeiro de 2010       |
| Inês Laranjeira      | 16    | Montijo             | 8.ª Gala - 24 de janeiro de 2010       |
| Solange Hilário      | 16    | Matosinhos          | 8.ª Gala - 24 de janeiro de 2010       |
| Carolina Torres      | 20    | Maia                | 6.ª Gala - 10 de janeiro de 2010       |
| Salvador Sobral      | 19    | Lisboa              | 5.ª Gala - 3 de janeiro de 2010        |
| Catarina Boto        | 17    | Venda do Pinheiro   | 4.ª Gala - 27 de dezembro de 2009      |
| Mariana Tavares      | 18    | Entroncamento       | 3.ª Gala - 20 de dezembro de 2009      |
| Mel Pires            | 18    | Rio de Mouro        | 2.ª Gala - 13 de dezembro de 2009      |
| Mariline Hortigueira | 23    | Cascais             | Semi-finalista - 6 de dezembro de 2009 |
| Marta Silva          | 23    | Cabeceiras de Basto | Semi-finalista - 6 de dezembro de 2009 |
| Diogo Alvarenga      | 19    | Porto               | Semi-finalista - 6 de dezembro de 2009 |
| André Cruz           | 16    | Amadora             | Semi-finalista - 6 de dezembro de 2009 |
| Márcio Costa         | 24    | Lisboa              | Semi-finalista - 6 de dezembro de 2009 |

## Resultados
| Fase: | Fase:                 | Semifinal  | Wildcard   | 10 Finalistas | 10 Finalistas | 10 Finalistas | 10 Finalistas | 10 Finalistas | 10 Finalistas | 10 Finalistas | 10 Finalistas | 10 Finalistas |
| Gala: | Gala:                 | 6/12       | 6/12       | 13/12         | 20/12         | 27/12         | 3/1           | 10/1          | 17/1          | 24/1          | 31/1          | 14/2          |
| Lugar | Concorrentes          | Resultados | Resultados | Resultados    | Resultados    | Resultados    | Resultados    | Resultados    | Resultados    | Resultados    | Resultados    | Resultados    |
| 1     | Filipe Pinto          | SPP        | —          |               |               |               |               |               |               |               |               | 1º Lugar      |
| 2     | Diana Piedade         | SPJ        | —          |               | MV            |               |               |               |               |               | MV            | 2º Lugar      |
| 3     | Carlos Costa          | SPP        | —          |               |               |               |               |               |               | MV            | Eliminado     |               |
| 4/5   | Inês Laranjeira       | SPP        | —          |               |               |               |               | MV            | MV            | Eliminadas    |               |               |
| 4/5   | Solange Hilário       | SPP        | —          |               |               |               | MV            |               | Salva         | Eliminadas    |               |               |
| 6     | Carolina Torres       | SPJ        | —          |               |               | MV            |               | Eliminada     |               |               |               |               |
| 7     | Salvador Sobral       | SPP        | —          |               |               |               | Eliminado     |               |               |               |               |               |
| 8     | Catarina Boto         | SPJ        | —          | MV            |               | Eliminada     |               |               |               |               |               |               |
| 9     | Mariana Tavares       | SPJ        | —          |               | Eliminada     |               |               |               |               |               |               |               |
| 10    | Mel Pires             | W          | SPJ        | Eliminada     |               |               |               |               |               |               |               |               |
| 11    | Mariline Hortigueira1 | W          | Eliminada  |               |               |               |               |               |               |               |               |               |
| 12-15 | André Cruz            | Eliminados |            |               |               |               |               |               |               |               |               |               |
| 12-15 | Diogo Alvarenga       | Eliminados |            |               |               |               |               |               |               |               |               |               |
| 12-15 | Márcio Costa          | Eliminados |            |               |               |               |               |               |               |               |               |               |
| 12-15 | Marta Silva           | Eliminados |            |               |               |               |               |               |               |               |               |               |

| Raparigas | Rapazes | Vencedor(a) | Salvo Pelo Público - Semifinal | Salvo Pelo Júri - Semifinal |

| Apurado(a) para a fase Wildcard | Mais votados pelo público | Menos votados pelo público | Eliminado(a) | Salvo(a) pelo Júri |

- 1 Apesar da Mariline Hortigueira ter sido eliminada na primeira gala do Top 15, antes de a ter eliminado, o júri quis ouvi-la cantar mais uma vez, tal como a Melina Pires, para descobrirem qual das duas continuaria, acabando Mariline por ser a escolhida.

## Galas

### 1.ª Gala - Top 15("Meu Ídolo")
O Top 15 atuou ao vivo em televisão no dia 6 de Dezembro, sendo que cada concorrente cantou uma música. O tema das músicas foi "Meu Ídolo", pelo que os concorrentes cantaram músicas dos seus maiores ídolos. Foi apenas na mini-gala do dia seguinte que os resultados foram revelados.
| Ordem | Concorrente          | Canção                                       | Resultado       |
| ----- | -------------------- | -------------------------------------------- | --------------- |
| 1     | André Cruz           | "Somebody to Love"                           | Eliminado       |
| 2     | Mariline Hortigueira | "Halo"                                       | Wildcard        |
| 3     | Márcio Costa         | "Nunca Me Esqueci de Ti"                     | Eliminado       |
| 4     | Mariana Tavares      | "Ironic"                                     | Salva (Júri)    |
| 5     | Solange Hilário      | "I Wanna Dance with Somebody (Who Loves Me)" | Salva (Público) |
| 6     | Catarina Boto        | "Right To Be Wrong"                          | Salva (Júri)    |
| 7     | Diana Piedade        | "Hedonism (Just Because You Feel Good)"      | Salva (Júri)    |
| 8     | Carlos Costa         | "Hot n Cold"                                 | Salvo (Público) |
| 9     | Diogo Alvarenga      | "It's My Life"                               | Eliminado       |
| 10    | Marta Silva          | "Fácil de Entender"                          | Eliminada       |
| 11    | Salvador Sobral      | "Sunday Morning"                             | Salvo (Público) |
| 12    | Carolina Torres      | "Respect"                                    | Salva (Júri)    |
| 13    | Mel Pires            | "If I Ain't Got You"                         | Wildcard        |
| 14    | Filipe Pinto         | "High and Dry"                               | Salvo (Público) |
| 15    | Inês Laranjeira      | "Cheek to Cheek"                             | Salva (Público) |

#### Mini-gala - Top 15(Revelação dos Votos /Wildcard)
No dia 7 de dezembro, os concorrentes do Top 15 foram divididos num grupo feminino e num masculino e cada um dos grupos cantou uma canção. Depois destas atuações, os votos (100% do público) foram revelados. É de referir que Mariline e Mel tiveram uma fase de Wildcard, em que cantaram outra vez e esclareceram as dúvidas ao júri em relação a quem devia ser eliminada. Foi desta mini-gala que saiu o Top 10 da 3ª edição do Ídolos.
- Atuação de grupo (raparigas do Top 15): "The Sweet Escape"
- Atuação de grupo (rapazes do Top 15): "I'm Yours"

| Ordem | Concorrente          | Canção               | Resultado    |
| ----- | -------------------- | -------------------- | ------------ |
| 1     | Mariline Hortigueira | "Halo"               | Eliminada    |
| 2     | Mel Pires            | "If I Ain't Got You" | Salva (Júri) |

### 2.ª Gala - Top 10(Tributo a Grandes Bandas)
O Top 10 atuou ao vivo em televisão no dia 13 de dezembro, cantando uma música cada um. O tema das músicas foi "Grandes Bandas", por isso os concorrentes cantaram músicas de bandas conhecidas. Depois de todos os concorrentes terem atuado, os votos (100% do público) foram revelados. A Catarina e a Mel foram as 2 menos votadas, tendo saído a Mel.
| Ordem | Concorrente     | Canção                           | Banda                 | Resultado     |
| ----- | --------------- | -------------------------------- | --------------------- | ------------- |
| 1     | Carlos Costa    | "You Shook Me All Night Long"    | AC/DC                 | Salvo         |
| 2     | Mariana Tavares | "Every Breath You Take"          | The Police            | Salva         |
| 3     | Solange Hilário | "The Winner Takes It All"        | ABBA                  | Salva         |
| 4     | Carolina Torres | "Feeling Good"                   | Muse                  | Salva         |
| 5     | Salvador Sobral | "Crazy Little Thing Called Love" | Queen                 | Salvo         |
| 6     | Inês Laranjeira | "People Are Strange"             | The Doors             | Salva         |
| 7     | Mel Pires       | "I Want to Know What Love Is"    | Foreigner             | Eliminada     |
| 8     | Filipe Pinto    | "Disarm"                         | The Smashing Pumpkins | Salvo         |
| 9     | Diana Piedade   | "Still Loving You"               | Scorpions             | Salva         |
| 10    | Catarina Boto   | "Tainted Love"                   | Soft Cell             | Menos Votados |

### 3.ª Gala - Top 9(Dedicatórias)
O Top 9 atuou ao vivo em televisão no dia 20 de dezembro, cantando uma música cada um. O tema das músicas foi "Dedicatórias", por isso os concorrentes dedicaram a sua música a alguém. Depois de todos os concorrentes terem atuado, os votos (100% do público) foram revelados. A Diana e a Mariana foram as 2 menos votadas, tendo saído a Mariana.
- Atuação de grupo (Top 9): "Hallelujah"

| Ordem | Concorrente     | Canção                    | Dedicatória                         | Resultado |
| ----- | --------------- | ------------------------- | ----------------------------------- | --------- |
| 1     | Inês Laranjeira | "It's Oh So Quiet"        | Mãe                                 | Salva     |
| 2     | Salvador Sobral | "I'm Your Man"            | Namorada                            | Salvo     |
| 3     | Solange Hilário | "Gaivota"                 | Pessoas que estão sozinhas no Natal | Salva     |
| 4     | Mariana Tavares | "How to Save a Life"      | Irmã                                | Eliminada |
| 5     | Filipe Pinto    | "Times Like These"        | Consciência Ecológica               | Salvo     |
| 6     | Catarina Boto   | "Sweet Dreams"            | Amigos                              | Salva     |
| 7     | Carlos Costa    | "Paparazzi"               | Media                               | Salvo     |
| 8     | Diana Piedade   | "Try a Little Tenderness" | Associação Algarvia "Os Vivaços"    | Salva     |
| 9     | Carolina Torres | "Psycho Killer"           | Políticos                           | Salva     |

### 4.ª Gala - Top 8(Tributo aMichael Jackson)
O Top 8 atuou ao vivo em televisão no dia 27 de dezembro, cantando uma música cada um. O tema das músicas foi "Tributo a Michael Jackson", por isso os concorrentes cantaram músicas de Michael Jackson ou dos Jackson 5. Depois de todos os concorrentes terem atuado, os votos (100% do público) foram revelados. A Carolina e a Catarina foram as 2 menos votadas, tendo saído a Catarina.
| Ordem | Concorrente     | Canção                   | Resultado     |
| ----- | --------------- | ------------------------ | ------------- |
| 1     | Catarina Boto   | "Beat It"                | Eliminada     |
| 2     | Salvador Sobral | "Heal the World"         | Salvo         |
| 3     | Inês Laranjeira | "Black or White"         | Salva         |
| 4     | Solange Hilário | "Bad"                    | Salva         |
| 5     | Carolina Torres | "Earth Song"             | Menos Votados |
| 6     | Diana Piedade   | "Blame It on the Boogie" | Salva         |
| 7     | Filipe Pinto    | "Billie Jean"            | Salvo         |
| 8     | Carlos Costa    | "You Are Not Alone"      | Salvo         |

### Gala Especial de Fim de Ano
No dia 31 de dezembro, todos os finalistas se voltaram a juntar para fazer um programa especial, sem eliminações.
|                     | Canção                             |
| ------------------- | ---------------------------------- |
| Top 7               | "I Gotta Feeling"                  |
| Semifinalistas      | Medley de Música Portuguesa        |
| 3 "Cromos"          | Medley de Frank Sinatra            |
| Raparigas do Top 15 | "Lady Marmalade"                   |
| Rapazes do Top 15   | "New Year's Day"                   |
| Catarina Boto       | "Single Ladies (Put a Ring on It)" |
| Mariana Tavares     | "Amanhã de Manhã"                  |
| Mel Pires           | "Son of a Preacher Man"            |

### 5.ª Gala - Top 7(Música Portuguesa)
O Top 7 atuou ao vivo em televisão no dia 3 de janeiro, cantando uma música cada um. O tema das músicas foi "Música Portuguesa", por isso os concorrentes cantaram só músicas portuguesas. Depois de todos os concorrentes terem atuado, os votos (100% do público) foram revelados. O Salvador e a Solange foram os 2 menos votados, tendo saído o Salvador.
| Ordem | Concorrente     | Canção               | Resultado     |
| ----- | --------------- | -------------------- | ------------- |
| 1     | Salvador Sobral | "Jura"               | Eliminado     |
| 2     | Carolina Torres | "Cão Muito Mau"      | Salva         |
| 3     | Filipe Pinto    | "Venham mais Cinco"  | Salvo         |
| 4     | Inês Laranjeira | "Deixa-me Rir"       | Salva         |
| 5     | Diana Piedade   | "Conta-me Histórias" | Salva         |
| 6     | Carlos Costa    | "Eu Estou Aqui"      | Salvo         |
| 7     | Solange Hilário | "Ponto de Luz"       | Menos Votados |

### 6.ª Gala - Top 6(Vozes Inconfundíveis)
O Top 6 atuou ao vivo em televisão no dia 10 de janeiro, cantando uma música cada um. O tema das músicas foi "Vozes Inconfundíveis".. Os convidados especiais foram os Anjos. Depois de todos os concorrentes terem atuado, os votos (100% do público) foram revelados. A Carolina e a Inês foram as duas menos votadas, tendo saído a Carolina.
| Ordem | Concorrente     | Canção                       | Voz            | Resultado     |
| ----- | --------------- | ---------------------------- | -------------- | ------------- |
| 1     | Solange Hilário | "Like a Prayer"              | Madonna        | Salva         |
| 2     | Filipe Pinto    | "Valerie"                    | Amy Winehouse  | Salvo         |
| 3     | Carolina Torres | "Boys Don't Cry"             | Robert Smith   | Eliminada     |
| 4     | Carlos Costa    | "Can't Help Falling In Love" | Elvis Presley  | Salvo         |
| 5     | Diana Piedade   | "Piece of My Heart"          | Janis Joplin   | Salva         |
| 6     | Inês Laranjeira | "Big Spender"                | Shirley Bassey | Menos Votados |

### 7.ª Gala - Top 5(Escolha do Júri & Escolha do Participantes)
O Top 5 atuou ao vivo em televisão no dia 17 de janeiro, cantando duas músicas cada um. Os temas das músicas foram "Escolha dos Concorrentes" e "Escolha do Júri", por isso os concorrentes cantaram uma música escolhida por si e outra escolhida pelo júri. Depois de todos os concorrentes terem atuado, os votos (100% do público) foram revelados. A Inês e a Solange foram as duas menos votadas, tendo sido menos votada a Solange, que, apesar disso, foi salva pelo júri.
| Ordem | Concorrente     | Canção                          | Escolha | Resultado     |
| ----- | --------------- | ------------------------------- | ------- | ------------- |
| 1     | Filipe Pinto    | "Quero que Vá Tudo pro Inferno" | Júri    | Salvo         |
| 2     | Solange Hilário | "Fame"                          | Própria | Salva         |
| 3     | Inês Laranjeira | "Leve Beijo Triste"             | Júri    | Menos Votados |
| 4     | Carlos Costa    | "Sopro do Coração"              | Júri    | Salvo         |
| 5     | Diana Piedade   | "Live and Let Die"              | Própria | Salva         |
|       |                 |                                 |         |               |
| 6     | Filipe Pinto    | "With or Without You"           | Própria | Salvo         |
| 7     | Solange Hilário | "Já Sei Namorar"                | Júri    | Salva         |
| 8     | Inês Laranjeira | "Perfect"                       | Própria | Menos Votados |
| 9     | Carlos Costa    | "Umbrella"                      | Própria | Salvo         |
| 10    | Diana Piedade   | "E Depois do Adeus"             | Júri    | Salva         |

NOTA:
- Carolina Torres - "Loucos de Lisboa" de Ala dos Namorados (escolha do Júri, mas foi eliminada na gala anterior)

### 8.ª Gala - Top 5(O Ano Em Que Eu Nasci & Século XXI)
O Top 5 atuou ao vivo em televisão no dia 24 de janeiro, cantando duas músicas cada um. Os temas das músicas foram "O Ano Em Que Eu Nasci" e "Século XXI", por isso os concorrentes cantaram uma música do ano em que nasceram e outra do século XXI. Depois de todos os concorrentes terem atuado, os votos (100% do público) foram revelados. O Carlos, a Inês e a Solange foram os três menos votados, tendo saído a Inês e a Solange.
| Ordem | Concorrente     | Canção                  | Ano  | Resultado     |
| ----- | --------------- | ----------------------- | ---- | ------------- |
| 1     | Solange Hilário | "Without You"           | 1994 | Eliminado     |
| 2     | Filipe Pinto    | "Sweet Child o' Mine"   | 1988 | Salvo         |
| 3     | Inês Laranjeira | "Shape of My Heart"     | 1993 | Eliminada     |
| 4     | Diana Piedade   | "Dancing In The Street" | 1985 | Salva         |
| 5     | Carlos Costa    | "One"                   | 1992 | Menos Votados |
|       |                 |                         |      |               |
| 6     | Solange Hilário | "Hush Hush; Hush Hush"  | 2009 | Eliminada     |
| 7     | Filipe Pinto    | "Drive"                 | 2000 | Salvo         |
| 8     | Inês Laranjeira | "Last Nite"             | 2001 | Eliminada     |
| 9     | Diana Piedade   | "Crazy"                 | 2006 | Salva         |
| 10    | Carlos Costa    | "Say My Name"           | 2000 | Menos Votados |

### 9.ª Gala - Top 3(Escolha Tripla)
O Top 3 atuou ao vivo em televisão no dia 31 de janeiro, cantando três músicas cada um. O tema das músicas foi "Escolha Tripla", por isso cada concorrente cantou uma música escolhida por si, outra escolhida por outro finalista e outra pelo público no site oficial do Ídolos. Depois de todos os concorrentes terem atuado, os votos (100% do público) foram revelados. O Carlos e a Diana foram os dois menos votados, tendo saído o Carlos.
- Atuação de grupo (Top 3): "Don't Stop Me Now"

| Ordem | Concorrente   | Canção                          | Escolha | Resultado     |
| ----- | ------------- | ------------------------------- | ------- | ------------- |
| 1     | Filipe Pinto  | "Smooth"                        | Carlos  | Salvo         |
| 2     | Diana Piedade | "Ne me quitte pas"              | Filipe  | Menos Votados |
| 3     | Carlos Costa  | "Ave María"                     | Diana   | Eliminado     |
|       |               |                                 |         |               |
| 4     | Filipe Pinto  | "Ouvi Dizer"                    | Própria | Salvo         |
| 5     | Diana Piedade | "Proud Mary"                    | Própria | Menos Votados |
| 6     | Carlos Costa  | "Say It Right"                  | Própria | Eliminado     |
|       |               |                                 |         |               |
| 7     | Filipe Pinto  | "Don't Look Back in Anger"      | Público | Salvo         |
| 8     | Diana Piedade | "(I Can't Get No) Satisfaction" | Público | Menos Votados |
| 9     | Carlos Costa  | "When a Man Loves a Woman"      | Público | Eliminado     |

### 10.ª Gala - Top 2(Duelo Final)
O Top 2 atuou ao vivo em televisão no dia 7 de fevereiro, cantando três músicas cada um. O tema das músicas foi "Duelo Final", por isso os concorrentes cantaram uma música da banda sonora de um filme, outra à sua escolha e outra com Pedro Abrunhosa (o momento de destaque desta gala foi a queda do palco de Abrunhosa, momento esse que se tornou viral na internet). Nesta gala não houve votação.
- Atuação de grupo (Top 2): "Here I Go Again"

| Ordem | Concorrente   | Canção                         | Tema                      |  |
| ----- | ------------- | ------------------------------ | ------------------------- |  |
| 1     | Diana Piedade | "Hit the Road Jack"            | Filme Ray                 |  |
| 2     | Filipe Pinto  | "Iris"                         | Filme Cidade dos Anjos    |  |
|       |               |                                |                           |  |
| 3     | Diana Piedade | "Whole Lotta Love"             | Escolha Própria           |  |
| 4     | Filipe Pinto  | "Lithium"                      | Escolha Própria           |  |
|       |               |                                |                           |  |
| 5     | Diana Piedade | "Momento (Uma Espécie de Céu)" | Dueto com Pedro Abrunhosa |  |
| 6     | Filipe Pinto  | "Eu não sei quem te perdeu"    | Dueto com Pedro Abrunhosa |  |

### 11.ª Gala - Final(14 de Fevereiro) - O melhor doÍdolos
O Top 2 atuou ao vivo em televisão no dia 14 de Fevereiro, cantando duas músicas cada um. Os temas das músicas foram "O Melhor do Ídolos": os concorrentes cantaram a música que consideram a melhor canção de amor de sempre e aquela com que se apresentaram ao júri pela 1.ª vez. Depois de todos os concorrentes terem atuado, ainda se apresentaram outra vez ao público os 10 finalistas, cantando em dueto, exceto o Salvador, que não participou em nenhum destes duetos, cantado o Carlos sozinho. Ao longo da gala, os convidados especiais (GNR) tocaram algumas das suas músicas. Por fim, o voto exclusivo do público foi revelado, com a Diana Piedade ficando em segundo lugar e Filipe Pinto em primeiro, tornando-se o vencedor da 3.ª edição do Ídolos de Portugal.
- Atuação de grupo (Top 10): Medley dos Coldplay
- Filipe & Diana com Laurent Filipe: "Summertime"
- Carlos Costa: "Paparazzi"
- Carolina Torres & Inês Laranjeira: "Big Spender"
- Catarina Boto & Solange Hilário: "Respect"
- Mariana Tavares & Mel Pires: "How to Save a Life"

| Ordem | Concorrente   | Canção                           | Tema              | Resultado |
| ----- | ------------- | -------------------------------- | ----------------- | --------- |
| 1     | Filipe Pinto  | "Letting the Cables Sleep"       | Canção de Amor    | 1.º Lugar |
| 2     | Diana Piedade | "Lover, You Should've Come Over" | Canção de Amor    | 2.º Lugar |
|       |               |                                  |                   |           |
| 3     | Filipe Pinto  | "Better Man"                     | Canção do Casting | 1.º Lugar |
| 4     | Diana Piedade | "Mercy"                          | Canção do Casting | 2.º Lugar |

## CD Ídolos - Os Melhores Momentos
- 01. Filipe Pinto – "Ouvi Dizer", dos Ornatos Violeta
- 02. Diana Piedade – "Piece Of my Heart", de Janis Joplin
- 03. Carlos Costa – "Say My Name", das Destiny's Child
- 04. Solange Hilário – "I Wanna Dance With Somebody", da Whitney Houston
- 05. Inês Laranjeira – "Big Spender", de Shirley Bassey
- 06. Catarina Boto – "Sweet Dreams", da Beyoncé
- 07. Mariana Tavares – "Ironic", de Alanis Morissette
- 08. Carolina Torres – "Psycho Killer", dos Talking Heads
- 09. Melina Pires – "Son of a Preacher Man", da Dusty Springfield
- 10. Mariline Hortigueira – "Sopro do Coração", dos Clã